# Мањанела (Терамо)
Мањанела (итал. Magnanella) је насеље у Италији у округу Терамо, региону Абруцо.
Према процени из 2011. у насељу је живело 249 становника. Насеље се налази на надморској висини од 729 м.